# Hyperion (film)
Hyperion este un film românesc din 1975 regizat de Mircea Veroiu. Rolurile principale au fost interpretate de actorii Adela Mărculescu, Emmerich Schäffer și George Motoi. A avut premiera la 9 iunie 1975.

## Rezumat
Hyperion este o poveste de dragoste dintre o femeie matură și imaginea unui bărbat dispărut cu 20 de ani în urmă, într-o explozie nucleară. Este o dragoste stranie care nu se poate consuma decât la limita între real și fantastic.

## Distribuție
- Adela Mărculescu — Thea, cercetătoare la un institut de studii nucleare
- Emmerich Schäffer — Geo Ionescu, cercetător, colegul Theei
- George Motoi — Fred (Tudor), un geolog dispărut în 1955 în urma unei explozii nucleare
- Ioana Ciomîrtan — dna Vasiliu, mama lui Fred
- Fory Etterle — reparatorul TV/prof. geolog Marinescu, fostul coleg al lui Fred (menționat Fory Eterle)
- Simona Bondoc — Nina, cercetătoare, colega Theei
- Mircea Anghelescu — profesorul
- Mitzura Arghezi — vecina Theei
- George Carabin — directorul Institutului de studii nucleare
- Ovidiu Iuliu Moldovan — cercetător stagiar, colegul Theei
- Haralambie Polizu — nea Haralambie, portarul de la institut
- Cristina Tacoi — cercetătoare, colega Theei
- Andrei Bursaci — cercetător, colegul Theei
- Eugenia Bosînceanu — ușiera de la teatru
- Victor Moldovan
- Gabi Nistor
- Constantin Florescu
- Dan Pleșa
- Olga Delia Mateescu — secretara institutului
- Ion Colomieț
- Tuliu Marcu
- Dumitru Gheorghiu
- Alexandru Condurache
- Sergiu Selian
- Niță Pampu
- Liliana Neacșu